# Vitalijan (general)

Vitalijan (latinski: Flavius Vitalianus, grčki: Βιταλιανός; ? -520) bio je istočnorimski (bizantski) vojskovođa. 

## Životopis

##### Podrijetlo i obitelj
Vitalijan je rođen u Zaldapu u Donjoj Meziji (obično poistovječenom s modernim Abritom u sjeveroistočnoj Bugarskoj).  
U bizantskim izvorima je nazivan "Gotom" ili "Skitom". Budući da je Vitalijanova majka bila sestra patrijarha Makedonija II. Konstantinopolskog (496. – 521.), to ukazuje na miješani brak i vjerojatno barbarsko podrijetlo njegovog oca Patricija.
S druge strane, tvrdnja da je on "Got" temelji se na jednom sirijskom izvoru, i danas se smatra sumnjivim. Isto tako, "skitsku" etiketu, koju su nekolicina suvremenih autora obično primijenjivali, nije konačna jer pojam "skitijanac" može značiti stanovnik Male Skitie (Scythia Minor) ili jednostavno, u klasicističkom jeziku koji je uobičajen u bizantskim tekstovima, netko sa sjeveroistočnih rubova grčko-rimskog svijeta. Ako bi se okrenuli na Sredozemlje, onda bi taj izraz imao široko obuhvatano značenje, bez jasnih etničkih obilježja. Nadalje, jer nitko od "skitskih monaha", s kojima su Vitalian i članovi njegove obitelji bili povezani, nisu izrazili krvno srodstvo ili duhovnost, s Arianskim Gotima koji su u to vrijeme vladali Italijom, Vitalijanovo gotičko podrijetlo je upitno.

Bez obzira na podrijetlo njegovog oca Patricija, njegovo ime je bilo latinsko (Patriciolus), dok su Vitalijevi vlastiti sinovi, generali Bouzes i Coutzes nosili tračanska imena a Venilus gotsko ime. Njegov nećak, Ivan, kasnije je postao istaknuti general u ratovima protiv Talijanskih Ostrogota.
Prema opisu kroničara, Vitalijan je bio sitnog stasa i mucao je, ali njegova osobita hrabrost i vojne vještine bili su naveliko priznati.

## Karijera
Postao je poznat po tome što je godine 513. digao veliki ustanak protiv cara Anastazia I., najvećim dijelom motiviran svojim nicejsko-kalcedonskim vjerovanjem, nasuprot cara koji je sve više preferirao miafizitizam. Vitalijanu se iz tih razloga, ali i zbog nezadovoljstva Anastazievom poreznom politikom, priključio veliki dio vojske, ali i brojni siromašni seljaci, zahvaljujući kojima je preuzeo vlast u Traciji i ozbiljno ugrozio samu prijestolnicu Konstantinopol. Car je ispočetka doživio brojne poraze, te je Vitalijana umjesto vojnim sredstvima nastojao zaustaviti pregovorima, odnosno političkim i vjerskim ustupcima. Tek 515. je Anastazie prikupio dovoljno snaga zahvaljujući kojima je Vitalijanova vojska poražena. 

## Kraj karijere
Vitalijan se nakon toga počeo skrivati što je potrajalo sve do srpnja 518. kada je Anastazije umro, a na prijestolje došao, kalcedonskom učenju odani, Justin I. On je odmah Vitalijana, ne samo amnestirao, nego i proglasio konzulom, te mu povjerio pregovore s rimskim papom Hormizdom temeljem kojih je okončana višedecenijska Akacijeva šizma između zapadne i istočne Crkve, 28. ožujka 519. godine.
 Vitalijan je iduće, 520. godine, imenovan redovitim konzulom za tu godinu, dijeleći ured s Rusticiusom. Ipak, bivša pobuna je nastavila predstavljati potencijalnu prijetnju Justinu, a što je još važnije njegovu nećaku i nasljedniku, Justinianu (527-565). Posljedično, u srpnju te iste godine, Vitalijan je ubijen u Velikoj Palači Konstantinopola zajedno sa svojim tajnikom Pavlom (Paulusom) i domaćinom (pomoćnikom) Kalerijanom (Celerianom). Prema riječima Ivana od Nikioua, ubijen je zbog toga što je spremao urotu protiv Justina, ali većina kroničara, međutim, stavila je odgovornost za zločin na Justinijanovu želju da se riješi potencijalnog suparnika za sukcesiju svog ujaka.

## Vanjske poveznice
- Amory, Patrick. 2003. People and Identity in Ostrogothic Italy, 489–554. Cambridge University Press. ISBN 0-521-52635-3
- Bury, John Bagnell. 1958. History of the Later Roman Empire: From the Death of Theodosius I to the Death of Justinian, Volume 1. Courier Dover Publications. ISBN 978-0486203980
- Bury, John Bagnell. 1958. History of the Later Roman Empire: From the Death of Theodosius I to the Death of Justinian, Volume 2. Courier Dover Publications. ISBN 978-0486203997
- Cameron, Averil; Ward-Perkins, Bryan; Whitby, Michael, ur. 2000. The Cambridge Ancient History, Volume XIV - Late Antiquity: Empire and Successors, A.D. 425–600. Cambridge University Press. ISBN 978-0-521-32591-2.
- Kazhdan, Alexander, ur. 1991. Oxford Dictionary of Byzantium. Oxford University Press. ISBN 978-0-19-504652-6
- Martindale, John R.; Morris, John. 1980. The Prosopography of the Later Roman Empire - Volume II, AD 395–527. Cambridge University Press. ISBN 978-0521201599
- Whitby, Michael; Whitby, Mary. 1986. The History of Theophylact Simocatta. Claredon Press. ISBN 978-0198227991